# Aravani
Ambleur macédonien
Pour l’article homonyme, voir Evangelía Aravaní.
L’Aravani (ambleur, en langage populaire), plus récemment caractérisé sous le nom d′Ambleur macédonien, est un type de chevaux au statut controversé, originaire de Grèce. 
L'Aravani est utilisé principalement comme monture d'équitation pour les enfants et les jeunes, et par les adultes pour ses allures supplémentaires très confortables et son endurance. Un assez grand nombre de ces chevaux se trouve en Grèce, quelques-uns en Allemagne et en Autriche.

## Dénomination
La base de données DAD-IS référence cette race sous le nom d'« Arravani », et CAB International sous celui d'« Aravani ». Le nom « Aravani » définit l'amble, qui n'est pas propre à cette population de chevaux, mais se retrouve chez d'autres chevaux grecs tels que le Crétois et le Pénée. Le nom « Aravani » désigne aussi des chevaux d'allure grecs élevés principalement dans les régions de Siátista et Pella, dans l'Ouest de la Macédoine.
Plus récemment, en 2018, la dénomination Macedonian Pacer (en français : Ambleur macédonien) a été proposée pour mieux caractériser cette race.

## Histoire
Le statut de cette race est discuté, ces animaux formant peut-être une race locale standardisée à partir d'animaux indigènes ou d'une sélection effectuée sur place. 
Au cours de la Seconde Guerre mondiale, la demande de chevaux cesse du fait de la motorisation. L'Aravani est sur le point de s'éteindre quand il devient inutile sur les exploitations agricoles. De nombreux sujets sont vendus à bas prix en Italie, où ils sont abattus pour la production de viande.

## Description
L'Aravani a une apparence uniforme. Son corps s'inscrit dans un carré, avec de longues jambes, un dos et une encolure courts. Sa taille peut varier considérablement, de 1,30 à 1,50 m,, mais la hauteur moyenne est de 1,30 à 1,45 m. Ces chevaux peuvent avoir toutes les couleurs de robe franches, mais ils sont généralement gris, rouans, noirs ou bais ; rarement alezans ou isabelle, voire crème. Les crins sont épais et les fanons assez longs. Ils ont souvent une superbe crinière et une queue très fournie en crins, mais cette queue est souvent coupée. Il existe de deux types, le type à encolure légère, plus rapide, et le type baroque, qui croisé avec des juments de type demi-sang de selle donne un cheval qui ressemble au Pure race espagnole. Ces chevaux sont robustes et ont un tempérament vif mais obéissant.
Le milieu naturel a donné à ces chevaux une grande endurance. Les étalons protègent leurs juments contre les inconnus.

## Utilisations
Beaucoup d'Aravani sont utilisés pour la traction. Malgré leur petite taille, ils peuvent tirer de lourdes charges sur des terres rocheuses et montagneuses. 

## Diffusion de l'élevage
La race est propre à la Macédoine-Occidentale, mais n'est pas officiellement reconnue en Grèce. Le cheptel est constitué d'environ 300 têtes. L'Aravani a été exporté en Allemagne et en Autriche. Le stud-book allemand s'est constitué à partir de 60 sujets. L'Allemagne compte seulement 2 étalons approuvés. Environ 100 chevaux de race pure y sont élevés depuis 2000. Ces animaux sont désormais protégés par les éleveurs grecs et les Haras Helléniques.

## Annexe

#### Articles de recherche
- [Giantsis, Diakakis et Avdi 2018] (en) Ioannis A. Giantsis, Nikolaos E. Diakakis et Melpomeni Avdi, « Genetic Composition and Evaluation of the Status of a Non-descript Indigenous Horse Population From Greece, the Macedonian Pacer », Journal of Equine Veterinary Science, vol. 71,‎ 1er décembre 2018, p. 64–70 (ISSN 0737-0806, DOI 10.1016/j.jevs.2018.10.003, lire en ligne, consulté le 14 janvier 2022)